# Samsung Galaxy S
Samsung Galaxy S é o primeiro aparelho de uma família de produtos com o sistema Android da fabricante Samsung. Ele foi anunciado em março de 2010. Entre as características do aparelho está a utilização de um processador ARM, batizado de "Hummingbird", com 1 GHz, além de uma memória interna entre 8 e 16 GB, tela Super AMOLED de quatro polegadas (com resolução de 480x800 pixels) sensível ao toque, câmera de cinco megapixel.
O modelo foi lançado inicialmente em Singapura em 4 de junho de 2010. No dia 25 de junho de 2010, o telefone foi lançado na Malásia e na Coreia do Sul. Foi lançado na Europa e partes da Ásia em junho de 2010. Na Austrália em julho de 2010. No total o lançamento do modelo envolveu 110 operadoras em 100 países simultaneamente. Nos Estados Unidos, quatro modelos diferentes foram lançados para as quatro maiores operadoras locais, batizados como Epic, Vibrant, Fascinate e Captivate, entre junho e setembro de 2010.

## No Brasil
No Brasil há apenas um modelo da família, conhecido como GT-I9000B, baseado no modelo padrão, mas com a adição de um sintonizador ISDB-TB para televisão digital. Eram fabricados no país pela Samsung, aproveitando reduções de impostos para produtos fabricados no país. É possível gravar transmissões de TV para o cartão de memória para posterior visualização ou ainda gravar quadros (fotos) dos programas. Outros recursos como guia de programação e legendas também são compatíveis. O mesmo modelo está disponível em outros países latino americanos.